# 이백면
이백면(二百面)은 대한민국 전북특별자치도 남원시의 면이다.

## 개요
이백면은 동쪽으로 백두대간, 서쪽으로는 요천강이 흐르고 있다. 지리적으로 남원시 중간에 위치하며 보수성향이 강하다. 도심 근교 지역으로 관광 농업 소득 잠재력이 풍부하다. 주천～이백 순환도로, 시.군도 15호선 확장 등으로 개발여건 양호한 편이다.

## 법정리
- 강기리(康基里)
- 과립리(科笠里)
- 남계리(藍鷄里)
- 내동리(內洞里)
- 서곡리(書谷里)
- 양가리(陽街里)
- 척문리(尺門里)
- 초촌리(草村里)
- 평촌리(坪村里)
- 효기리(孝基里)

## 교육 기관
- 이백초등학교 (평촌리)
- 오동초등학교 (척문리)
- 남평초등학교 (폐교) - 이백면 황산로 73-11 (남계리)